# Viola da braccio
Viola da braccio (italienska: armviola) var under 1500- och 1600-talen  en generell betckning  för ett  stråkinstrument ur violinfamimiljen, det vill säga en violin eller en viola (altfiol). Senare  blev det en beteckning för  viola, som på tyska heter Bratsche och på norska bratsj. Det italienska namnet anspelar på att instrumentet  hölls med armarna  i motstats till viola da gamban, som stöddes mot knärna.

## Källa
- Sohlmans musiklexikon, 2: aupplagan, del 5, sida 824. Stockholm: Sohlmans förlag, 1979.